# Nachal Cafon
Nachal Cafon (hebrejsky: נחל צפון) je vádí v pahorkatině Šefela v Izraeli.
Začíná v nadmořské výšce přes 250 metrů jihozápadně od vesnice Bejt Guvrin poblíž dálnice číslo 35. Směřuje pak k severu mírně zvlněnou a zčásti zalesněnou krajinou, která je zemědělsky využívána. Ústí zleva do toku Nachal Pol.